# 川口りさ
川口 りさ（かわぐち りさ、1983年8月31日 - ）は、日本の女優である。ニックネームはりちゃ。埼玉県出身。ディスカバリー・エンターテインメント→アートプロダクション→ディスカバリー・ネクスト所属

## 略歴

### デビュー前
- 小学生時代に芸能プロダクションからスカウトされたことをきっかけに、芸能界に興味を持ち始める。学校では、習字と美術で金賞をとっていた。
- 中学校では、陸上部に所属しハードルをしていたが、本人が得意だったのは長距離走。
- 通っていた学習塾のスクール21では、他校にファンクラブができるほどだった。
- 高校では埼玉県立岩槻高等学校に通い、初代ミス岩槻高校に選ばれる。
- 高校在学中に、メロン記念日妹分オーディションを受け、ファイナリストとなる。
- 高校卒業後、電車の中や原宿にてヒラタオフィスなどの芸能事務所に度々スカウトを受ける。一時、縁のあった某事務所の演技レッスンにて約１ヶ月という異例のスピードで特待生になる。
- 個人事務所に所属しアイドルデビュー。

### デビュー後
- 2007年2月：東映映画『Dear Friends』に出演。
- 2007年6月：第1回公開ギャオーディションでGAGA特別賞を受賞。
オーディション中、秋葉原で収録していたところAKB48の事務所からスカウトされていた。
- 2007年12月：ハンゲーム『アラド戦記』で、初代ミスアラドに選ばれる。
- 2009年5月：同じ事務所所属の山名裕子、寺島直美とのユニット、ぢっぱ〜ずのメンバーとしても活動を開始。
- 2009年7月：スクウェア・エニックス『ドラゴンクエストモンスターバトルロードII』で、クイーンピサロ役が決定（ピサロの女版実写）。

## 人物

### 趣味
- ビリヤード: 中級レベルの男性との対決で五分の実力で、BAGUSにてイメージガールとしてインストラクターをしていた。
- 音楽鑑賞: 好きなミュージシャンは、EXILE・伊藤由奈・安室奈美恵・mink・MINMI・SunMin・May J.・YUI。
- カラオケ: 作詞作曲も手掛ける。
- 映画鑑賞: 週に一度は見に行くくらいの映画好き。
- ダンス
- 料理: 小さい頃から作っていて、レシピ無しで作るという。
- 掃除
- 物作り全般

### 好きなもの
- 蕎麦・すき焼き・ブラックコーヒー・ブロッコリー・トマト・半身浴・ミラクル・風水

### 好きなタレント・著名人
- EXILE・アンジェリーナ・ジョリー・アン・ハサウェイ・安室奈美恵・綾瀬はるか・YOU・篠原涼子・深津絵里

### 尊敬する人
- 母親・姉・ウォルト・ディズニー・YOU・篠原涼子・EXILEのATSUSHI

### 好きな色
- 白・ターコイズブルー

## 出演作品

### テレビドラマ
- 竹内まりやSPドラマ〜元気をだして〜 - 西村りさ 役
- ぼくの魔法使い Vol.7 - キャバクラ嬢 役
- ギラギラ 第3話 - 影士の客
- 怨み屋本舗スペシャル2〜マインドコントロールの罠〜 - 女官 役
- ゴーストフレンズ 第2話 - トップモデル 役
- 本音バナナ - スポット映像：彼女 役 / ナレーション
- 派遣のオスカル〜少女漫画に愛をこめて - 五十嵐の秘書 役（準レギュラー）
- 泣かないと決めた日 第4話 - 西丸食品受付 役

### バラエティ
- 全力坂（テレビ朝日） - 全力走者・インフォマーシャル
- ラジかるッ（日本テレビ、2008年4月 - ） - 最新水着ランキング
- 主治医が見つかる診療所（テレビ東京） - 3時間SP東洋医学コーナー：再現VTR
- ミネルヴァの法則（テレビ東京、2008年1月）
- イツザイ （テレビ東京） - 2008年8月30日〜9月『ドS女優オーディション』
- エンタの天使（日本テレビ） - 第10回（2009年5月27日）、『ぢっぱ〜ず』として出演。キャッチコピーは「現役モデルの噛み合わせ」
- 中居正広のクイズ!ONE/エイト（TBSテレビ、2009年7月21日「バラエティーニュース キミハ・ブレイク」枠内） - 山名裕子と共にアシスタントとして出演
- easy sports（テレビ朝日、2009年9月21日 - 25日）
- 中居正広の金曜日のスマたちへ（TBSテレビ、2009年10月30日） - 杉山愛 再現ドラマ：杉山愛 役

### 映画
- あなたを忘れない
- Dear Friends - クラブ常連 役
- ぼくたちと駐在さんの700日戦争 - テニス部員 役

### CM出演
- Xperia Z3　親子メインキャスト
- ミスタードーナツクロワッサンドーナツ　メインキャスト
- 資生堂マキアージュ サブキャスト
- ハウス食品『スープdeおこげ』サブメインキャスト
- ダイナム　信頼の森　メインキャスト
- NISSANクレジットキャンペーン期間限定CM　メインキャスト
- 映画『イーグル・アイ』インフォマーシャル（フジテレビHP内）メインキャスト
- ヤーマン No! No! Hair メインキャスト

### ラジオ
- 川口りさのMiracRoom（FM浦和） - パーソナリティー

### CS放送
- スカイパーフェクTV! - 「アイドルライブ」レギュラー

### インターネットテレビ
- PLAY!AWA'S 〜美と笑いの大お見せ合いパーティ〜（GyaO）
- 埼玉情報番組×女子会アマチアス（USTREAM） - 一期レギュラー
  - 主題歌「amatias」作詞作曲ボーカル

## テレビ、ラジオ以外の活動

### カードゲーム
- スクウェア・エニックス『ドラゴンクエストモンスターバトルロードII』 クイーンピサロ役

### ハンゲーム
- 『アラド戦記』 初代ミスアラドとして日韓で活躍

### 雑誌
- AneCan
- cancam
- BAILA
- Oggi
- hugmug 公認ブロガー＆誌面モデル
- ROSALBA別冊wedding 表紙モデル＆メインモデル
- すてきな奥さん
- 週刊少年ジャンプ
- Vジャンプ
- 週刊ファミ通
- OZ magazine
- 大人メイクBOOK
- ヘアーカタログ1000
- ESSE
- HDP（ホットドッグ・プレス）
- POPEYE
- サロンカタログモデル
- ヘアーショーモデル
- CouponLand

### PV
- カオマイルド「九十九里浜」「燃えろ！カロリー！」ヒロイン役　レギュラー出演
- Bee TV プロモーション映像　OL役
- Sugar Russh（mussy・SLYで御馴染みのBAROQUE JAPANLIMITEDからの新ブランド）メインキャスト
- Sony Mobile === nav-u （ナブ・ユー） === カーナビ動画「女子旅！」

### WEB
- docomo「ドコモ for PC」
- サンディスク マイクロメモリー　あおい役

### 写真集
- 北川景子ファースト写真集『Dear Friends』にワンショットで参加。